# ローマ大文字体
ローマ字の石組みは不等幅の代表的な書体で、セリフの原点ともいえる。

## 歴史
紀元前1世紀頃、ローマ大文字体が登場したことから、大文字の時代が始まった。
トラヤヌス大帝の時代（98-117）は、ローマ帝国が最も勢力を伸ばした時代である。 アルメニア、アッシリア、メソポタミアが征服された。 ダキア（現ルーマニア）征服におけるトラヤヌス大帝の勝利を記念して建てられたトラヤヌスの記念柱は、首都における帝国の象徴的なテキストとなった。トラヤヌスの記念柱に刻まれたフォントは、ローマ大文字体と呼ばれるものである。

## 特徴
下から見上げる形で読むことになるため、下の行の文字ほど若干小さくなっており、見上げたときに文字の大きさが揃うようになっている。単語の区切りとしてほとんどの箇所に点が打ってあり、役職名などを中心として略記された単語が多い。
フォントライブラリでこれに対応するフォントは：Trajan